# Aongstroemia humilis
Aongstroemia humilis là một loài Rêu trong họ Dicranaceae. Loài này được (R. Ruthe) Müll. Hal. mô tả khoa học đầu tiên năm 1900.